# علي بن المسيب
جناح الدولة علي بن المسيب كان الحاكم المشارك للموصل العقيلية مع أخيه المقلد بن المسيب منذ وفاة سلفه وأخيه محمد بن المسيب في عام 996 حتى وفاته في وقت ما قبل عام 1001. وخلفه أخوه الأصغر الحسن بن المسيب حاكمًا مشاركًا. وقد وصفه المؤرخون بأنه يمثل "الجانب البدوي التقليدي" للدولة العقيلية مقارنة بأسلوب أخيه في الحكم.

## الحياة المهنية
عند وفاة شقيقه الأكبر في عام 996 تولَّى علي زعامة بني عقيل ، القبيلة التي تنتمي إليها عائلته، إلا أنه مُنع من السيطرة على الموصل ومن سلطة تلزيم زراعة الأراضي داخل المنطقة، والتي كانت قد مُنحت في البداية لوالده محمد من أمير الأمراء البويهي بهاء الدولة. ولم يتمكن من الاحتفاظ بهذه السلطات على الرغم من أن البويهيين المحليين فقدوا السيطرة الفعلية في المنطقة بعد وفاة الأمير والحاكم السابق أبو جعفر الحجاج، وذلك بسبب القوة العسكرية والمالية لأخيه المقلد. في البداية قَبِل علي منصب أخيه كحاكم وحيد، ولكن بحلول عام 997 اندلع الصراع بين الاثنين عندما سعى علي إلى انتزاع هذه السلطات من المقلد. انتهت الحرب بتسوية بين الأخوين بناءً على طلب أختهما حيث قررا تقسيم الإيرادات بينهما، مما منح علي فعليًا الوصاية المشتركة على الموصل. وقد تأكدت سلطته بمنحه لقب "جناح الدولة" من الأمير البويهي.
وبعد وفاته، خلفه أخوه الأصغر الحسن حاكمًا مشاركًا لدولة العقيليين.